# 526
| Calendário gregoriano                                                        | 526 DXXVI                       |
| Ab urbe condita                                                              | 1279                            |
| Calendário arménio                                                           | -26 – -25                       |
| Calendário bahá'í                                                            | -1318 – -1317                   |
| Calendário budista                                                           | 1070                            |
| Calendário chinês                                                            | 3222 – 3223                     |
| Calendário copta                                                             | 242 – 243                       |
| Calendário etíope                                                            | 518 – 519                       |
| Calendários hindus - Vikram Samvat - Calendário nacional indiano - Cáli Iuga | 581 – 582 447 – 448 3626 – 3627 |
| Calendário Holoceno                                                          | 10526                           |
| Calendário islâmico                                                          | 99 BH – 98 BH                   |
| Calendário judaico                                                           | 4286 – 4287                     |
| Calendário persa                                                             | 96 BP – 95 BP                   |
| Calendário rúnico                                                            | 776                             |
| Calendário solar tailandês                                                   | 1069                            |

526 (DXXVI na numeração romana) foi um ano comum do século VI do Calendário Juliano, da Era de Cristo, a sua letra dominical foi D (53 semanas), teve início e fim numa quinta-feira.
| Ano completo                        |
| ----------------------------------- |
| Ano comum com início à quinta-feira |

## Eventos
- 12 de Julho - É eleito o Papa Félix IV.

## Mortes
- 18 de Maio - Papa João I.
- Teodorico, o Grande, rei dos ostrogodos.